# Acozac

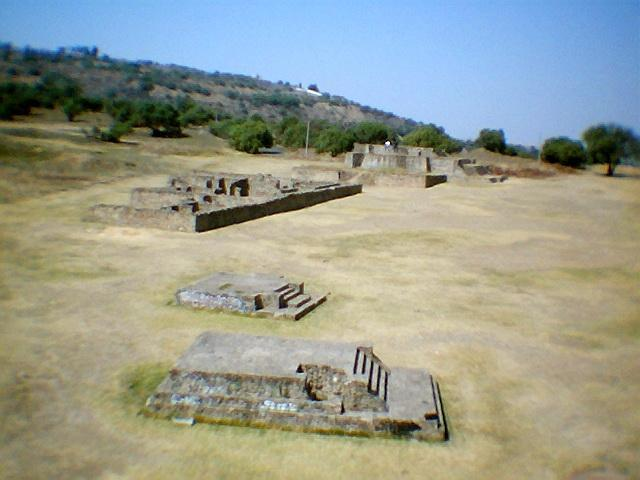
Ruinenstätte von Acozac

Acozac ist eine mesoamerikanische Ruinenstätte in der näheren Umgebung von Mexiko-Stadt. Bis zum Jahr 1973 wurde sie unter dem Namen Ixtapaluca Viejo geführt.

## Lage
Die archäologische Stätte von Acozac liegt in leichter Hanglage am Cerro de Montezuma nahe der CF150 zwischen Mexiko-Stadt (ca. 32 km Fahrtstrecke nordwestlich) und Puebla (ca. 100 km südöstlich); die nächstgelegene Ortschaft ist Ixtapaluca (1,5 km südöstlich). Die Vulkane Iztaccíhuatl und Popocatépetl befinden sich in einer Entfernung von etwa 35 bzw. 55 km (Luftlinie) in südöstlicher Richtung; beide Berge sind bei klarer Sicht zu sehen.

## Geschichte
Die Ruinenstätte von Acozac gehört zur Postklassik, d. h. in die Zeit zwischen 900 und 1521 n. Chr.; sie wird dem chichimekischen, später dann tepanekischen und schließlich dem aztekischen Kulturraum zugerechnet.

## Ruinenstätte
Die noch sichtbaren Tempelpyramiden und Palastbauten gehören allesamt der aztekischen Zeit (ca. 1430–1521) an; sie waren sehr wahrscheinlich mit Stuck verkleidet und farbig bemalt. Insgesamt wurden in Acozac über 100 Strukturen von Bauten entdeckt.

### Architektur
Die große runde Pyramide im Bildhintergrund war wahrscheinlich dem Windgott Ehecatl, einer Erscheinungsform des Gottes Quetzalcóatl, geweiht – eine vergleichbare Tempelpyramide steht in Calixtlahuaca. Die Struktur in der Mitte ähnelt einem Palastbau mit Höfen und Räumlichkeiten, doch wurden hier auch zwei Steinaltäre entdeckt. Bei den beiden Plattformen im Vordergrund könnte es sich sowohl um Substruktionen von Tempeln als auch von Palästen gehandelt haben. Auch Überreste eines Ballspielplatzes wurden gefunden.

### Sonstiges
Wie in den meisten archäologischen Stätten der Postklassik fehlen auch in Acozac Stelen oder andere reliefierte Monumente. Auch Keramikscherben wurden nur in geringer Zahl gefunden – diese sind eher als Gebrauchskeramik denn als repräsentative oder zu religiösen Zwecken genutzte Töpferwaren anzusehen.
Koordinaten: 19° 19′ 42,7″ N, 98° 53′ 33,3″ W